# Палящее солнце, яростный ветер, дикий огонь
«Палящее солнце, яростный ветер, дикий огонь» (кит. трад. 烈日狂風野火, упр. 烈日狂风野火, пиньинь Ле жи куан фэн е хо) — художественный фильм 1978 года режиссёра Сунь Цзиньюаня с участием Тянь Пэна, Мао Ин, Чжан И, Делона Тхама и Ло Ле.

## Сюжет
Фиалка — дочь военачальника, тайно разъезжает по стране, сражаясь с бандитами и организациями повстанцев. Бай Тяньсин — таинственный незнакомец, который приезжает в город, чтобы найти вторую часть карты с сокровищами. Двое заключённых сбегают с каторги и случайно становятся друзьями Пай Тяньсина. А тот, в свою очередь, знакомится с Фиалкой. Она также является племянницей мастера У Цзи, который предаёт своего старшего брата, чтобы самому заполучить карту, а затем и все сокровища. В конечном счёте Фиалка, незнакомец и беглецы объединяются, чтобы разобраться с мастером У и найти вторую часть карты.

## В ролях
- Тянь Пэн[англ.] — Бай Тяньсин
- Мао Ин — Фиалка
- Чжан И[англ.] — Калека У Цзи / Второй Господин
- Делон Тхам — Жэнь Сяофэй
- Ло Ле — Лаохэй / Ли Дафу
- У Ючжи — мисс Цуй
- Хильда Лю — Цяо Эр
- Цуй Фушэн[англ.] — военачальник Тун Дацзю
- Джимми Лун Фон[англ.] — Чёрный Тигр
- Чэнь Синьи — Дин Сяоцюань
- Ши Тингэнь — Сяоши
- Цзинь Цзянь — Дин Е
- Гуань И[кит.] — мать Тяньсина

## Съёмочная группа
- Компания: Kwang Yi (H.K.) Film Co., Ltd.
- Продюсеры: Хо Чунъип, Фон Атик
- Исполнительные продюсеры: Хо Киньип, Кён Чунпхин[кит.], Чэнь Вэньсэнь
- Режиссёр: Сунь Цзиньюань
- Ассистент режиссёра: Цзинь Цзянь, Чэнь Гуан
- Постановка боевых сцен: Цзинь Мин, Хуан Гочжу, Чэнь Шивэй, Джимми Лун Фон, Чэнь Синьи
- Монтаж: Чэнь Хунминь
- Грим: У Сялин
- Оператор: Чжуан Иньцзянь
- Композитор: Фрэнки Чань[англ.]